# Mistrzostwa Świata w Szermierce 1921
Mistrzostwa Świata w Szermierce 1921 – 1. edycja mistrzostw odbyła się w Paryżu tylko w szpadzie mężczyzn.

## Klasyfikacja medalowa
| Lp. | Państwo  | złoto | srebro | brąz | Razem |
| --- | -------- | ----- | ------ | ---- | ----- |
| 1   | Francja  | 1     | 1      | -    | 2     |
| 2   | Holandia | -     | -      | 1    | 1     |

## Medaliści

### Mężczyźni
| Złoto         | Srebro           | Brąz                   |
| Szpada        |                  |                        |
| Lucien Gaudin | Gaston Cornereau | Henri Wijnoldy-Daniëls |